# Alfred de Coëtlogon
César Bernard Alfred de Coëtlogon, primero conde y después marqués de Coëtlogon (Aix, 15 de agosto de 1810- Liancourt, 4 de diciembre de 1889) fue un noble, militar y periodista francés. 

## Biografía

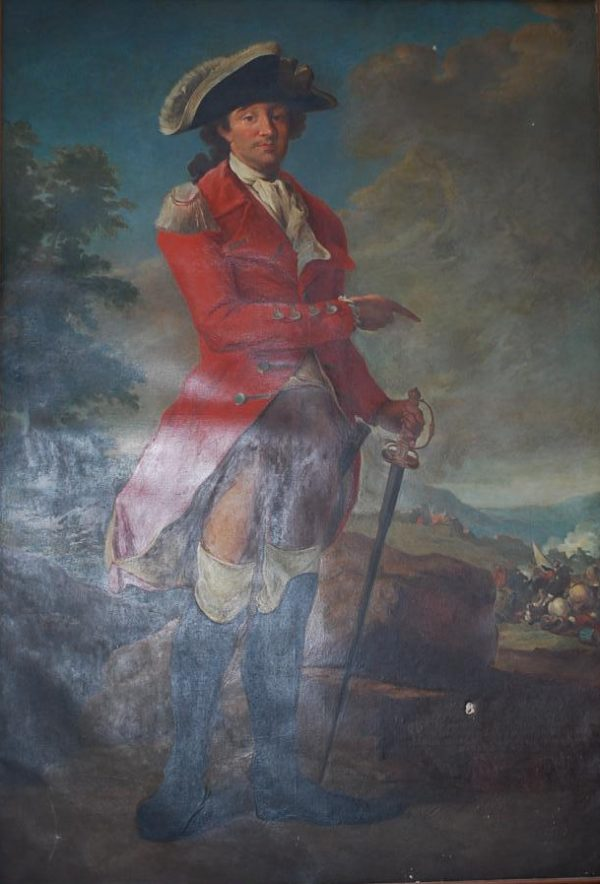
Jean Baptiste, conde de Coetlogon, mosquetero de la guardia del Rey, antepasado de Alfred.

Nació en el seno de una familia de origen bretón leal a la monarquía francesa. Era hijo de Jean Baptiste Felicité, conde de Coëtlogon, teniente coronel de Caballería, y de Marie Anne Charlotte Constance de Clugny, hija del vizconde de Clugny, mariscal del Real Ejército Francés. Su padre había emigrado en 1792, durante la Revolución Francesa, y su hermano Alain había nacido en Florencia en 1807.
Durante la restauración borbónica el joven Alfred de Coëtlogon fue paje y después oficial del rey Carlos X hasta su destronamiento en la revolución de 1830. Dedicado después al periodismo, fue redactor de la Gazette de France y del entonces quincenal Le Figaro. También fue redactor jefe de Le Corsaire, que transformó en periódico legitimista en 1849.
Según Edward Kirkpatrick, Coëtlogon habría combatido en la guerra franco-prusiana. Más tarde entró en España para luchar en la tercera guerra carlista junto con el holandés Ignacio Wils y el barón Etmuller, quienes recibieron el apodo de «los tres mosqueteros».
Carlos de Borbón y Austria-Este (Carlos VII) le puso al mando de todos los voluntarios carlistas extranjeros, con los que formó en España una legión extranjera carlista.
Además de sus artículos periodísticos, publicó en Brest un libro sobre la Basílica de Nuestra Señora del Folgoët.

## Obras
- Dessins histoire et description de l'Eglise de Notre-Dame du Folgoët (1851)
- Les Fueros Basques (1884)